# Peter Noelke
Peter Noelke (* 13. Februar 1941 in Bielefeld; † 22. Januar 2025) war ein deutscher Provinzialrömischer Archäologe, Hochschullehrer und Museumspädagoge.

## Leben
Peter Noelke schloss sein Studium der Klassischen Archäologie 1973 mit dem Magister an der Universität Bonn ab. 1981 wurde er an der Universität Erlangen bei Klaus Parlasca mit einer Arbeit über die Jupitersäulen in der römischen Provinz Germania inferior promoviert.
Von 1971 bis 1973 war er Wissenschaftlicher Mitarbeiter am Rheinischen Landesmuseum Bonn. 1974 wurde er Lektor der Museen der Stadt Köln, anschließend zunächst wissenschaftlicher Referent, danach Kustos am Römisch-Germanischen Museum in Köln. Von 1985 bis zu seinem Ruhestand 2006 leitete er als Direktor den Museumsdienst Köln. Zwischen 1982 und 1995 war Noelke Lehrbeauftragter an der Universität zu Köln. 1997 wurde er dort zum Honorarprofessor für Provinzialrömische Archäologie und Museumsdidaktik ernannt. 2001 wurde Noelke korrespondierendes Mitglied des Deutschen Archäologischen Instituts.
Noelkes Forschungsgebiet war die Plastik der römischen Provinzen. So forschte er etwa zu den römischen Grabreliefs mit Mahldarstellung in den beiden Germanien und ihren Nachbargebieten, den Steindenkmälern des römischen Köln, den Kölner Sammlungen antiker Steindenkmäler vom Humanismus bis zur Aufklärung sowie Panzerstatuen und der Gattung der Ehrenstatuen in den nördlichen Grenzprovinzen des Imperium Romanum.
Noelke starb am 22. Januar 2025 im Alter von 83 Jahren und wurde am 31. Januar 2025 auf dem Friedhof Platanenweg in Bonn-Beuel beigesetzt.

## Schriften (Auswahl)
- Zum Kopf der ‘Meter Doria-Pamfili’. In: Bonner Jahrbücher 167, 1967, 38–57.
- mit Ulrich Rüdiger: Ein spätklassischer Jünglingskopf in Gallipoli. In: Archäologischer Anzeiger 1967, 369–376.
- Eine spätantike Umbildung der ‘Hestia Giustiniani’. In: Mitteilungen des Deutschen Archäologischen Instituts. Römische Abteilung 75, 1968, 182–187.
- Zu einem Kopf des Museo Barracco in Rom. In: Mitteilungen des Deutschen Archäologischen Instituts. Römische Abteilung 76, 1969, 51–65.
- Unveröffentlichte „Totenmahlreliefs“ aus der Provinz Niedergermanien. In: Bonner Jahrbücher 174, 1974, 545–560.
- Aeneasdarstellungen in der römischen Plastik der Rheinzone. In: Germania 54, 1976, 409–439.
- mit Johannes Deckers: Die römische Grabkammer in Köln-Weiden (= Rheinische Kunststätten 238). Neuss 1980, ISBN 3-88094-324-9.
- mit Gerhard Bauchhenß: Die Iupitersäulen in den germanischen Provinzen (= Beihefte der Bonner Jahrbücher Bd. 41). Rheinland-Verlag / Habelt, Köln / Bonn 1981, ISBN 3-7927-0502-8 (darin Druck der Dissertation).
- (Hrsg.) Kölner Museumsführer (= Köln entdecken Bd. 5). Wienand, Köln 1987, ISBN 3-87909-154-4
- (Hrsg.) Archäologische Museen und Stätten der römischen Antike. Auf dem Wege vom Schatzhaus zum Erlebnispark und virtuellen Informationszentrum? Referate des 2. Internationalen Colloquiums zur Vermittlungsarbeit in Museen, Köln, 3.-6. Mai 1999 (= Schriftenreihe des Museumsdienstes Köln Bd. 4), Habelt, Bonn 2001, ISBN 3-7749-3063-5
- (Hrsg.) Romanisation und Resistenz in Plastik, Architektur und Inschriften der Provinzen des Imperium Romanum. Akten des VII. Internationalen Colloquiums über Probleme des Provinzialrömischen Kunstschaffens, Köln, 2.-6. Mai 2001. Neue Funde und Forschungen. Zabern, Mainz 2003, ISBN 3-8053-3089-8
- Bildersturm und Wiederverwendung am Beispiel der Iuppitersäulen in den germanischen Provinzen des Imperium Romanum. In: Bericht der Römisch-Germanischen Kommission 87, 2006, S. 273–386.
- Bildhauerwerkstätten im römischen Germanien. Möglichkeiten und Grenzen ihres Nachweises. In: Bonner Jahrbücher 206, 2006, S. 87–144.
- Kölner Sammlungen und Kölner Funde antiker Steindenkmäler im 19. und frühen 20. Jahrhundert. In: Kölner Jahrbuch 40, 2007, S. 159–213.
- Das „Roemergrab“ in Weiden und die Grabkammern in den germanischen Provinzen. In: Kölner Jahrbuch 41, 2008, S. 437–504.
- Neufunde von Jupitersäulen und -pfeilern in der Germania inferior nebst Nachträgen zum früheren Bestand (mit Beiträgen von T. A. S. M. Panhuysen). In: Bonner Jahrbücher 210/211, 2010/2011, S. 149–374.
- Weihaltäre mit Opferdarstellungen und -bezügen in der Germania inferior und den übrigen Nordwest-Provinzen des Imperium Romanum. In: Jahrbuch des Römisch-Germanischen Zentralmuseums Mainz 58, 2011, S. 467–590.
- Kaiser, Mars oder Offizier? Eine Kölner Panzerstatue und die Gattung der Ehrenstatuen in den nördlichen Grenzprovinzen des Imperium Romanum. In: Jahrbuch des Römisch-Germanischen Zentrakmuseums Mainz 59, 2012, S. 391–512.
- Kölner Antikensammlungen und -studien vom Humanismus bis zur Aufklärung und ihr Kontext im deutschen Sprachraum. In: Kölner Jahrbuch 49, 2016, S. 487–668.
- mit Norbert Hanel und Peter Pauly: Die Antiken der Grafen von Manderscheid-Blankenheim. Kontext, Schicksal und Kommentierung einer rheinischen Sammlung der Zeit des Humanismus (= Bonner Jahrbücher Beiheft 60). wbg Philipp von Zabern, Darmstadt 2021, ISBN 978-3-8053-5314-4.
- Jupitersäulen aus der Germania superior. In: J. Lipps / S. Ardeleanu / J. Osnabrügge / Chr. Witschel (Hrsg.): Die römischen Steindenkmäler in den Reiss-Engelhorn-Musen Mannheim. Verlag Regionalkultur, Ubstadt-Weiher 2021, ISBN 978-3-95505-216-4, S. 352–439.
- Bildersturm und Brunnensturz – Bemerkungen zum Stand der Forschung. In: Archäologie im Rheinland 2021, S. 139–142.
- Die Jupitersäulen und die übrigen Gattungen der Votivplastik in der civitas Ulpia Sueborum Nicrensium und ihr Kontext in der Germania superior. In: Bericht der Römisch-Germanischen Komminssion 101/102, 2020/2021 (2023), S. 149–462 (Digitalisat).